# 黄瑜 (1969年)
黄瑜（1969年2月—），瑶族，广西恭城人，中华人民共和国政治人物。

## 生平
1969年2月，黄瑜出生在广西壮族自治区恭城县（今恭城瑶族自治县）。
1992年7月，黄瑜从长沙交通学院（今长沙理工大学）路桥工程系公路与道路专业毕业，先后出任南宁纵横时代建设投资有限公司党支部书记、董事长、总经理。1996年6月，黄瑜加入中国共产党。
2013年11月，黄瑜出任南宁市青秀区人民政府党组成员、副区长。
2018年1月，黄瑜转任南宁交通投资集团党委副书记、总经理，同年6月升任南宁交通投资集团党委书记、董事长、总经理。
2020年2月，黄瑜升任中共南宁市青秀区委副书记、代区长、区长人选兼区政府党组书记，5月起兼任南宁仙葫经济开发区管理委员会主任。2021年7月，黄瑜升任中共南宁市青秀区委书记。

### 落马
2024年9月30日，黄瑜涉嫌严重违纪违法接受中国共产党广西壮族自治区纪律检查委员会监委纪律审查和监察调查。